# Iskrica
Iskrica je hrvatska rijeka u Osječko-baranjskoj i Virovitičko-podravskoj županiji, desna pritoka Vučice. Izvire ispod Krndije u naselju Šumeđe. Duga je 23,9 km.
Rijeka Iskrica prolazi kroz sljedeća naselja: Šumeđe, Crkvari, Nova Jošava, Stara Jošava, Feričanci, Vučjak Feričanački, Beljevina, Krčevina i Šaptinovci.